# John Murphy (cestista)
John Francis Murphy (Filadelfia, 13 settembre 1924 – Filadelfia, 29 gennaio 2003) è stato un cestista statunitense, professionista nella ABL e nella BAA.